# اندیس عاعذ
عاعذ یک اندیس  است که در حوالی شهر بیر استان سیستان و بلوچستان قرار دارد   